# NANDゲート

NANDゲートのみで構成した全加算器

| 入力 | 入力 | 出力     |
| A    | B    | A NAND B |
| L    | L    | H        |
| L    | H    | H        |
| H    | L    | H        |
| H    | H    | L        |

NANDゲート（ナンドゲート）は、否定論理積の論理ゲートであり、その（論理的な）動作は全ての入力の論理積（AND）の反転（NOT）である。つまり、全ての入力がHighの場合のみ出力がLowになり、Lowの入力がひとつでもある場合はHighを出力する。
NAND論理の完全性（en:Functional completeness）により、いかなる組合せ論理回路の論理もNANDゲートの組合せで実装できる。

## 記号
MIL論理記号及びANSI、IEC、DINのそれぞれにおけるNANDの記法を以下に示す。
|               |          |          |
| MIL/ANSI 記号 | IEC 記号 | DIN 記号 |

## 汎用ロジックIC

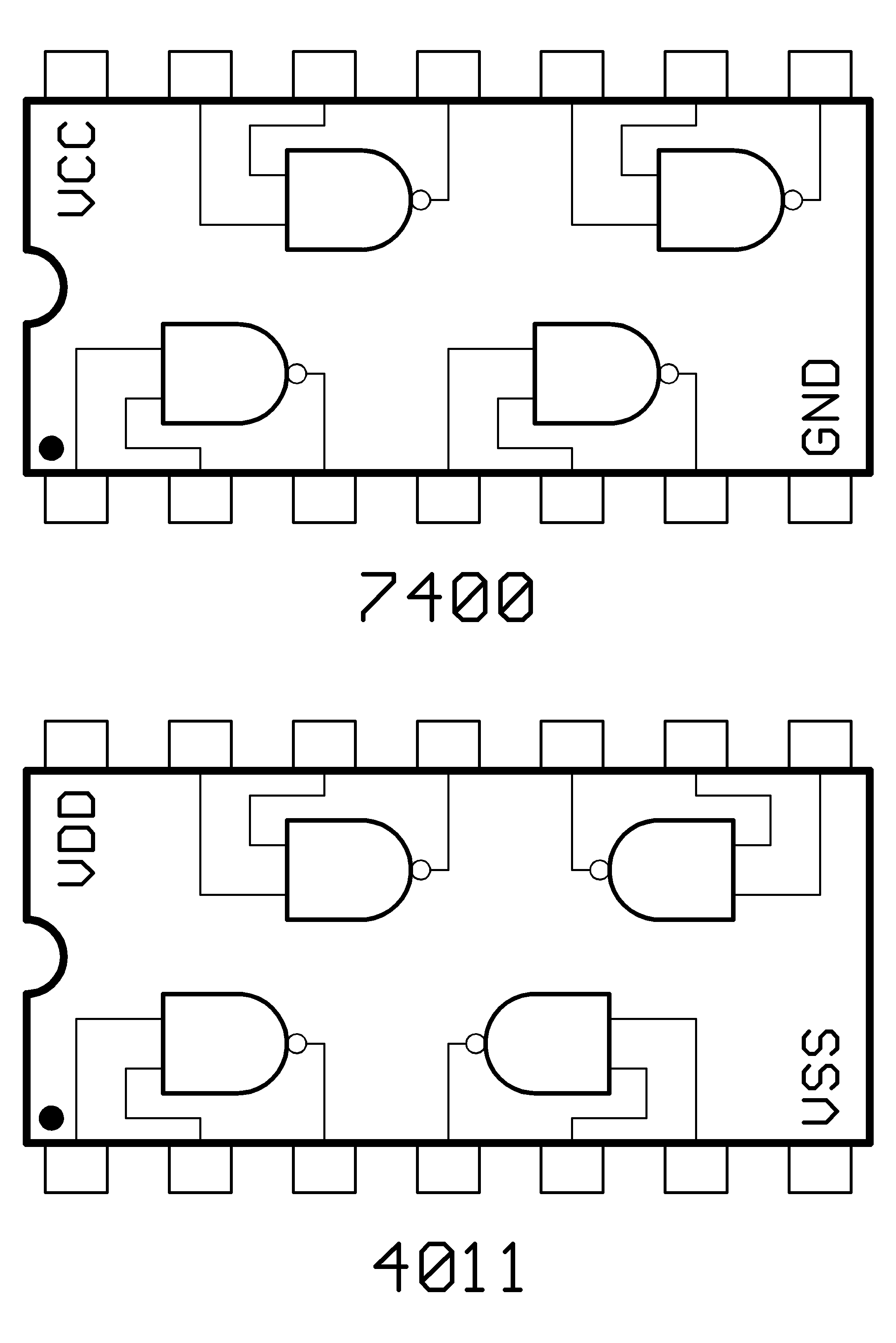
7400と4011のピン配置

NANDは、汎用ロジックICでは基本的な製品として、バリエーション等が最も豊富な一群のひとつである。74シリーズについてはTTLの7400等の他、74HC00他のCMOS版など多数のバリエーションがある。
- 74シリーズ
  - 7400: 2入力NANDゲート×4
  - 7410: 3入力NANDゲート×3
  - 7420: 4入力NANDゲート×2
  - 7430: 8入力NANDゲート×1
- 4000シリーズ（CMOS）
  - 4011: 2入力NANDゲート×4
  - 4023: 3入力NANDゲート×3
  - 4012: 4入力NANDゲート×2
  - 4068: 8入力NANDゲート×1

## 実装
Transistor-transistor logic（TTL）の場合、複数のエミッタを持つトランジスタ (マルチエミッタトランジスタ) を使い、他のゲートよりも少数のトランジスタで構成できるという特徴があり、74シリーズのトップナンバーである7400がNANDであるのもそういった理由による。CMOSにおいても、特性的に不利なPチャネル側が並列で、特性的に有利なNチャネル側が直列になることから、例えばそれが逆になるNORゲートよりも少しだが優位がある。
|  |  |  |  |

## NANDゲートの完全性
NANDゲートは極小完全な論理関数を実現した回路であり、任意の組み合わせ回路はNANDゲートのみで生成できる。つまり、NOT、AND、OR、XOR などの基本論理回路をはじめ、加算器、デコーダ、エンコーダなどの複雑な組み合わせ回路をNANDゲートだけで作ることができる。
また、最も基本的な順序回路であるRSフリップフロップ回路はNANDゲートの組み合わせで実現できることから、任意の順序回路もNAND回路だけで生成することができる。